# Audiogalaxy
Audiogalaxy was een bestandsdeelservice, hoofdzakelijk gericht op muziekdelen. De service werd via een webinterface geleverd. Daarnaast dienden gebruikers een stuk software, de Audiogalaxy Satellite  te downloaden en te installeren. Met deze software konden mp3-bestanden van andere gebruikers worden gedownload. Door het centrale zoeksysteem van bestandsnamen op een webserver was het makkelijk om bepaalde nummers op te zoeken en in een wachtrij te plaatsen, ook als de delende gebruikers offline waren. De dienst werd in 2002 afgesloten nadat de RIAA Audiogalaxy had aangeklaagd.

## Oorsprong
De eerste implementatie van Audiogalaxy werd in 1998 door Michael Merhej als een FTP-site genaamd The Borg Search ontwikkeld. De website en peer-to-peer-downloadsoftware werd door programmeur Michael Merhej rond 2001 ontwikkeld, ten tijde van de groeiende populariteit van Napster. Op het hoogtepunt van populariteit, direct na het verdwijnen van Napster, ontving Audiogalaxy 90 miljoen hits per dag. Inkomsten werden gegenereerd door reclame op de website, later ook door het introduceren van spyware. Vergeleken met Napster was het downloaden veel centraler geregeld.